# こころ万華鏡
「こころ万華鏡」（こころまんげきょう）は、2023年3月1日に発売された山内惠介の24枚目のシングル。

## 解説
- ジャケットとカップリング曲が異なる9タイプをリリース。また、唄盤には表題曲「こころ万華鏡」のミュージック・ビデオを収録したDVDが付属されている[4]
- 本楽曲で山内は、「令和5年度・藤田まさと賞」を受賞した[11][12][13]。2018年に「さらせ冬の嵐」で受賞して以来5年ぶり2度目の受賞となった。また、株式会社USENによる「2023 年間 USEN HIT ランキング」の演歌・歌謡曲部門で1位を獲得し、山内に表彰盾が贈呈された[14]。
- 花盤のカップリング曲「イチカバチカ」は、NHK Eテレのアニメ「はなかっぱ」のエンディングテーマに起用された[15]。
- 2024年、千葉ロッテマリーンズの応援団から「『こころ万華鏡』を応援歌に使用したい」とオファーがあり、山内サイドも公認。千葉ロッテの応援歌として正式に採用された[16]。

## 収録曲

### 愛盤
1. こころ万華鏡 (04:54)
作詞：松井五郎／作曲・編曲：村松崇継
2. こぬか雨 (04:37)
作詞：鈴木紀代／作曲：水森英夫／編曲：伊戸のりお
3. こころ万華鏡〜オリジナルカラオケ〜 (04:54)
4. こぬか雨〜オリジナルカラオケ〜 (04:35)

### 旅盤
1. こころ万華鏡 (04:54)
作詞：松井五郎／作曲・編曲：村松崇継
2. ひとり流浪 (05:00)
作詞：坂口照幸／作曲：水森英夫／編曲：馬飼野俊一
3. こころ万華鏡〜オリジナルカラオケ〜 (04:54)
4. ひとり流浪〜オリジナルカラオケ〜 (04:59)

### 夜盤
1. こころ万華鏡 (04:54)
作詞：松井五郎／作曲・編曲：村松崇継
2. 言いわけ (04:45)
作詞：田久保真見／作曲：水森英夫／編曲：上杉洋史
3. こころ万華鏡〜オリジナルカラオケ〜 (04:54)
4. 言いわけ〜オリジナルカラオケ〜 (04:43)

### 唄盤
1. こころ万華鏡 (04:54)
作詞：松井五郎／作曲・編曲：村松崇継
2. こころ万華鏡〜男性用オリジナルカラオケ〜 (04:54)
3. こころ万華鏡〜女性用オリジナルカラオケ〜 (04:54)

- DVD収録トラック

1. こころ万華鏡（ミュージックビデオ） (05:10)
2. こころ万華鏡〜男性用カラオケミュージックビデオ〜 (05:10)
3. こころ万華鏡〜女性用カラオケミュージックビデオ〜 (05:10)

### 花盤
1. こころ万華鏡 (04:54)
作詞：松井五郎／作曲・編曲：村松崇継
2. イチカバチカ (04:05)
作詞：もりちよこ／作曲：伊秩弘将／編曲：CHOKKAKU
3. こころ万華鏡〜オリジナルカラオケ〜 (04:54)
4. イチカバチカ〜オリジナルカラオケ〜 (04:02)

### 夏盤
1. こころ万華鏡 (04:54)
作詞：松井五郎／作曲・編曲：村松崇継
2. 情熱ミ・アモール! (04:21)
作詞：売野雅勇／作曲：林田健司／編曲：オルドニェス薫
3. こころ万華鏡〜オリジナルカラオケ〜 (04:54)
4. 情熱ミ・アモール!〜オリジナルカラオケ〜 (04:19)

### 舟盤
1. こころ万華鏡 (04:54)
作詞：松井五郎／作曲・編曲：村松崇継
2. 修羅の舟 (04:42)
作詞：田久保真見／作曲：水森英夫／編曲：馬飼野俊一
3. こころ万華鏡〜オリジナルカラオケ〜 (04:54)
4. 修羅の舟〜オリジナルカラオケ〜 (04:41)

### 爽快盤
1. こころ万華鏡 (04:54)
作詞：松井五郎／作曲・編曲：村松崇継
2. ヨコハマ・ヨコスカ・ブルース (04:06)
作詞・作曲：横山剣／編曲：横山剣 & Park、ホーンアレンジ：横山剣 & 河合わかば
3. こころ万華鏡〜オリジナルカラオケ〜 (04:54)
4. ヨコハマ・ヨコスカ・ブルース〜オリジナルカラオケ〜 (04:05)

### 恋盤
1. こころ万華鏡 (04:54)
作詞：松井五郎／作曲・編曲：村松崇継
2. あいつの彼女 (04:11)
作詞：桜木紫乃／作曲：水森英夫／編曲：馬飼野俊一
3. こころ万華鏡〜オリジナルカラオケ〜 (04:54)
4. あいつの彼女〜オリジナルカラオケ〜 (04:09)